# Nota estranya

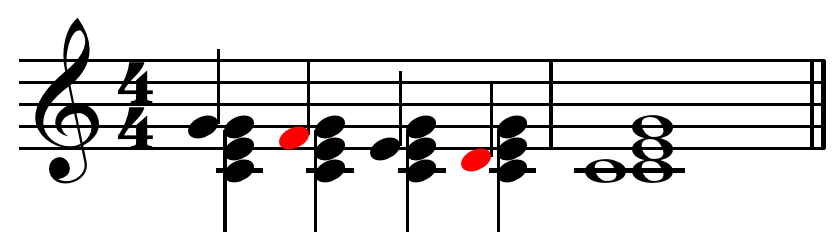
Exemples de notes estranyes (en vermell)

Una nota estranya és, en una peça musical, la que no forma part de l'acord que es forma en un moment determinat i que queda, per tant, fora del seu marc harmònic. Per la seva banda, una nota real és la que és pròpia de l'acord funcional. Sovint es parla de notes estranyes en el context del període de la pràctica comuna de la música clàssica, però també poden ser emprades per a analitzar altres tipus de música tonal, com ara la música popular occidental.
Les notes de l'acord i les estranyes es defineixen per la seva pertinença (o manca de pertinença) a un acord: "Les notes que conformen un acord s'anomenen notes reals (o de l'acord). Qualsevol altra nota s'anomena nota estranya." I també es poden definir pel moment en què sonen: "Les notes estranyes són aquelles que no pertanyen a l'acord i que sonen mentre aquest roman." Per exemple, si un fragment d'una peça musical empra un acord de do major, aleshores les notes do, mi i sol seran notes reals d'aquell acord, mentre que qualsevol altra nota que soni simultàniament (p. ex. fa o re) serà considerada estranya. Aquestes notes estranyes són més òbvies en la música homofònica, però ocorren com a mínim tan freqüentment en la música contrapuntística.
"La majoria de notes estranyes són dissonants i creen intervals de segona, quarta o sèptima", que cal que resolguin, de manera convencional, a una nota real. Si, quan ja s'ha produït el següent canvi d'harmonia, la nota no ha resolt, en comptes de considerar-se estranya pot crear un acord de sèptima o un acord ampliat. Encara que teòricament hi ha nou notes estranyes possibles (en temperament igual), aquestes solen coincidir amb l'armadura present. Els intervals augmentats i disminuïts també són considerats dissonants, i totes les notes estranyes es mesuren des del baix —o la nota més greu que soni en un acord— exceptuant el cas en què aquest baix estigui realitzant notes estranyes.
Les notes estranyes generalment ocorren en un patró de tres notes, en què l'estranya n'és el centre:
| 1                  | – | 2             | – | 3                   |
| ------------------ | - | ------------- | - | ------------------- |
| Nota real anterior | – | Nota estranya | – | Nota real posterior |
| Preparació         | – | Dissonància   | – | Resolució           |

Les notes estranyes es distingeixen en funció del seu ús. La distinció més important és si ocorren en la part forta o dèbil del compàs, i si, per tant, són accentuades o no. També es poden distingir per la seva preparació i resolució, així com per la veu o veus en què ocorren, o el nombre de notes que contenen.

A mesura que ha avançat la història de la música, notes que inicialment eren considerades estranyes han acabat sent vistes com a notes pròpies de l'acord, com ara la sèptima en l'acord de sèptima. Durant l'era del jazz bebop (anys 40 del segle XX), notes que eren prèviament considerades estranyes, com per exemple el fa diesi a l'acord de do major amb sèptima, van començar a ser vistes com a notes reals (en aquest exemple, el fa diesi podria ser analitzat com un acord d'onzena sostinguda: 7(♯11)). En la música clàssica europea, "el major ús de la dissonància de període en període com a resultat de la dialèctica entre forces verticals i horitzontals va conduir a la integració i normalització dels acords de novena, d'onzena i de tretzena [en l'anàlisi i teoria]; cada nota estranya addicional per sobre de l'acord tríada original va afegir-se i integrar-se a la massa acòrdica ."
| «                     | Certament, ningú dubta de la necessitat dels ornaments... Són, de fet, indispensables, per arribar a considerar-se'n l'ús. Connecten notes, les animen, els donen un efecte especial i pes quan cal, les fan agradables i, a més a més, desperten un interès particular. Els ornaments ajuden a aclarir el contingut de les notes: ja siguin tristes, alegres o d'una altra naturalesa... | » |
| — C.P.E. Bach (1753), | |   |

## No accentuades

### Anticipació

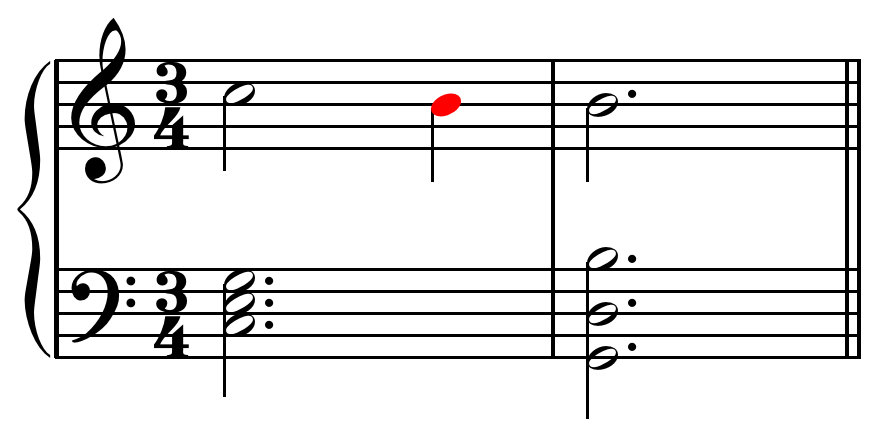
Anticipació.

Una anticipació és un tipus de nota estranya que ocorre quan, per graus conjunts, s'arriba a una nota de l'acord següent mentre roman l'acord present. En l'exemple es pot veure com la dissonància (en vermell, al tercer temps, que forma una sèptima amb el baix) anticipa la tercera de l'acord de sol major del compàs següent.

### Brodadura
Una brodadura és la nota central dissonant d'un moviment de tres graus conjunts que consisteix a anar d'una nota real de l'acord a una nota veïna superior o inferior, i a tornar a la real.
En la pràctica i l'anàlisi musical, aquestes notes veïnes són, a vegades, diferenciades en funció de si són superiors o inferiors respecte de la nota real de l'acord que es pren de referència. Una nota veïna que es troba un grau conjunt per sobre de la nota de l'acord s'anomena brodadura superior, mentre que una nota veïna que es troba un grau conjunt per sota de la nota de l'acord s'anomena brodadura inferior. Tanmateix, seguint la terminologia d'Heinrich Schenker en Free Composition, alguns autors reserven el terme "nota veïna" per al semitò inferior respecte de la nota principal.
El terme alemany Nebennote és una categoria una mica més àmplia, ja que inclou qualsevol tipus de nota estranya preparada per graus conjunts.

### Nota escapada
Una nota escapada (o simplement escapada) és una nota dissonant amb l'acord present atacada per graus conjunts i resolta, per salt, en la direcció oposada, a l'acord següent. 

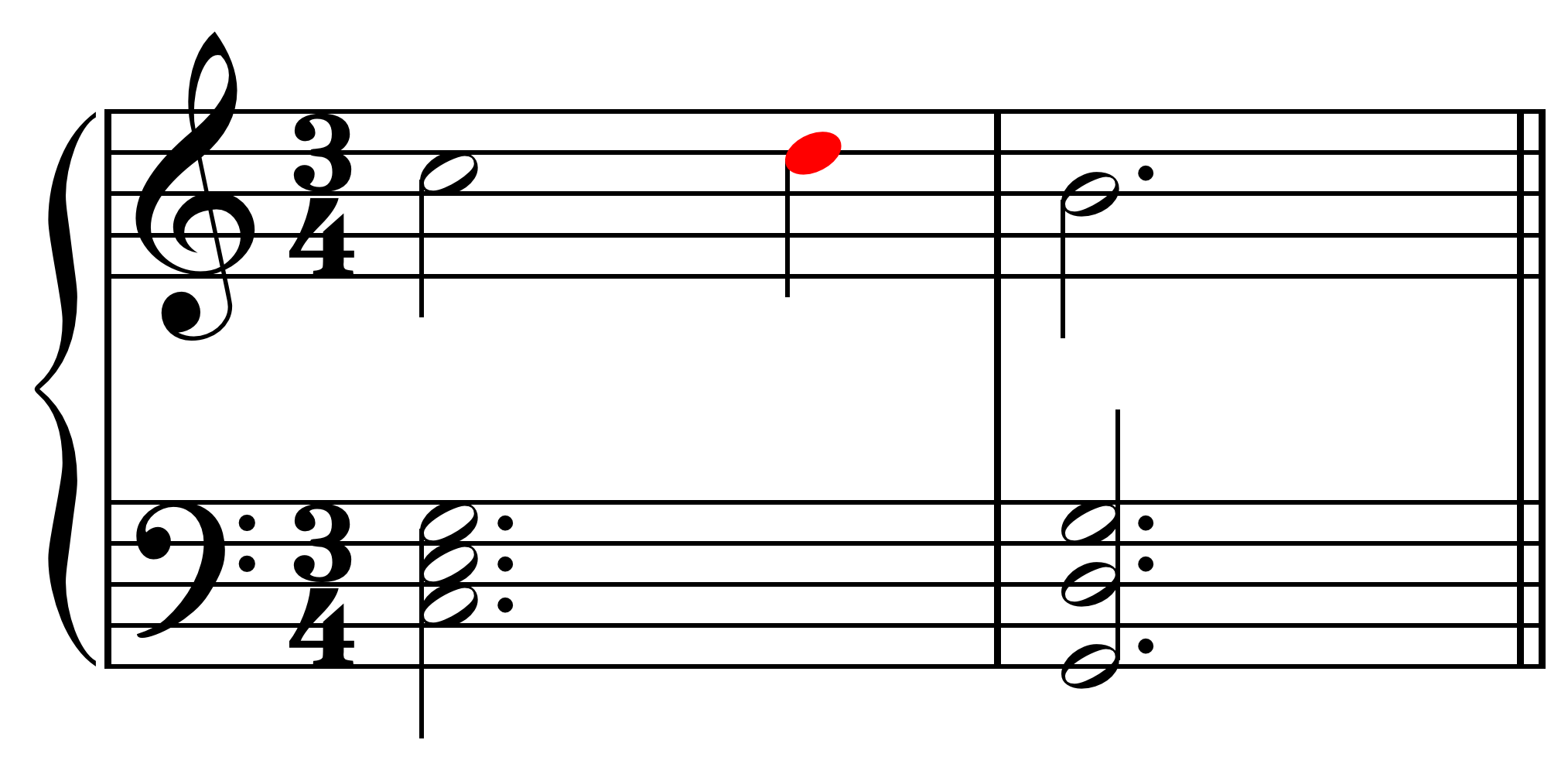
Escapada.

### Nota de pas
Una nota de pas és la nota central dissonant d'un moviment de tres graus conjunts que consisteix a ascendir o descendir des d'una nota real cap a una altra nota real que pot ser, o bé part del mateix acord, o bé del següent. Quan en comptes d'una nota central n'hi ha dues que precedeixen la resolució, es parla d'una doble nota de pas.

## Accentuades

### Nota de pas
Tal com ja s'ha explicat a sobre però sobre un temps fort:

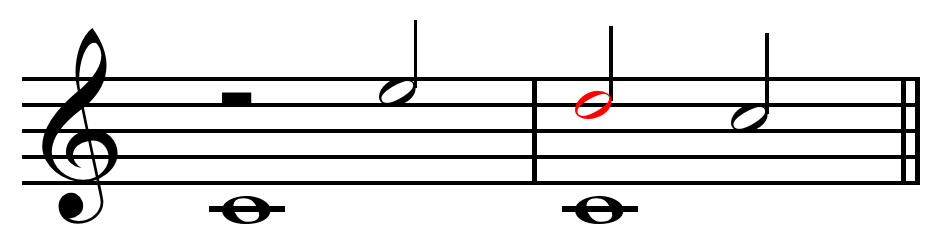
Nota de pas accentuada.

### Brodadura
Tipus de brodadura superior o inferior en què la nota estranya es troba en un temps fort.

### Retard
| «                           | Intenta, a més, introduir suspensions ara en aquesta veu, ara en aquella, perquè és increïble la gràcia que adquireix la melodia per aquest mitjà. I, d'aquesta manera, cada nota que tingui un interès especial serà fàcilment apreciable. | » |
| — Johann Joseph Fux (1725), | |   |

Un retard (o nota suspesa) (a vegades referit com a síncope) ocorre quan es produeix un canvi harmònic però una o més notes de l'acord anterior (preparació) roman aguantada temporalment (suspensió) fins que fa un moviment descendent per graus conjunts a una nota pròpia de l'acord (resolució). Noti's que el procés sencer és anomenat suspensió, així com la nota estranya específica, que també es pot anomenar retard.

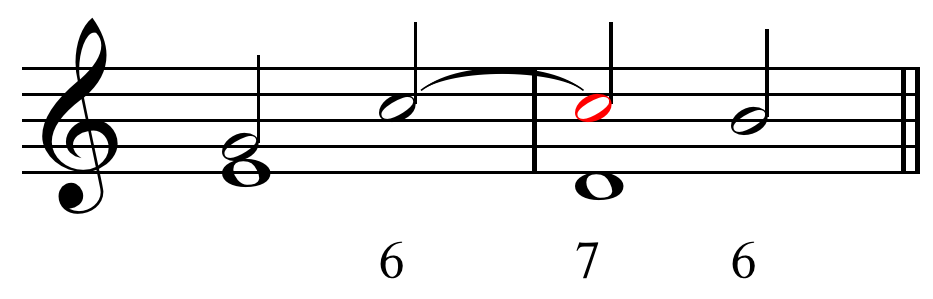
Retard.

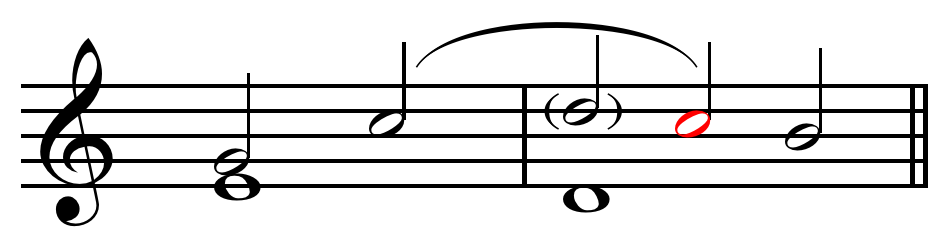
Retard analitzat com a nota de pas omesa.

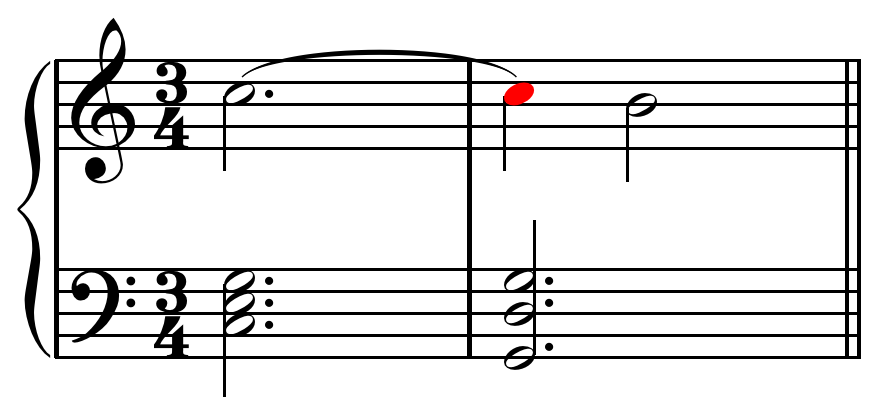
Retard.

Els retards, a més a més, poden ser descrits emprant el nombre de l'interval que forma el baix amb la suspensió i la seva resolució, com per exemple suspensió 4-3, suspensió 7-6 o suspensió 9-8. Així doncs, un retard ha de resoldre cap avall. Si, en comptes d'això, després de la preparació, resol de forma ascendent, s'anomena retard ascendent, com per exemple els retards ascendents 2-3 i 7-8. Un retard ha de ser preparat amb la mateixa nota (a la mateixa veu), és a dir, que sigui pròpia de l'acord anterior, però dissonant amb el següent; en cas que no es prepari, es parla d'appoggiatura.

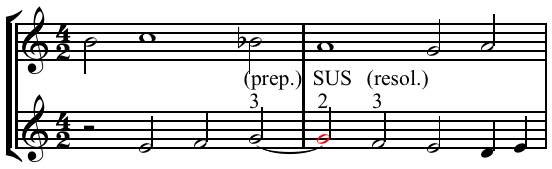
Retard 2-3 en Lassus Beatus vir in sapientia, mm.23-24. (Noti's que el retard es troba en la veu inferior

Els retards decorats són comuns i consisteixen en portaments o corxeres que precedeixen la resolució i que solen ser una nota (veïna) inferior.
Les cadenes de suspensions constitueixen la quarta espècie de contrapunt, segons Fux; un exemple clar n'és el segon moviment del Concert de Nadal d'Arcangelo Corelli.

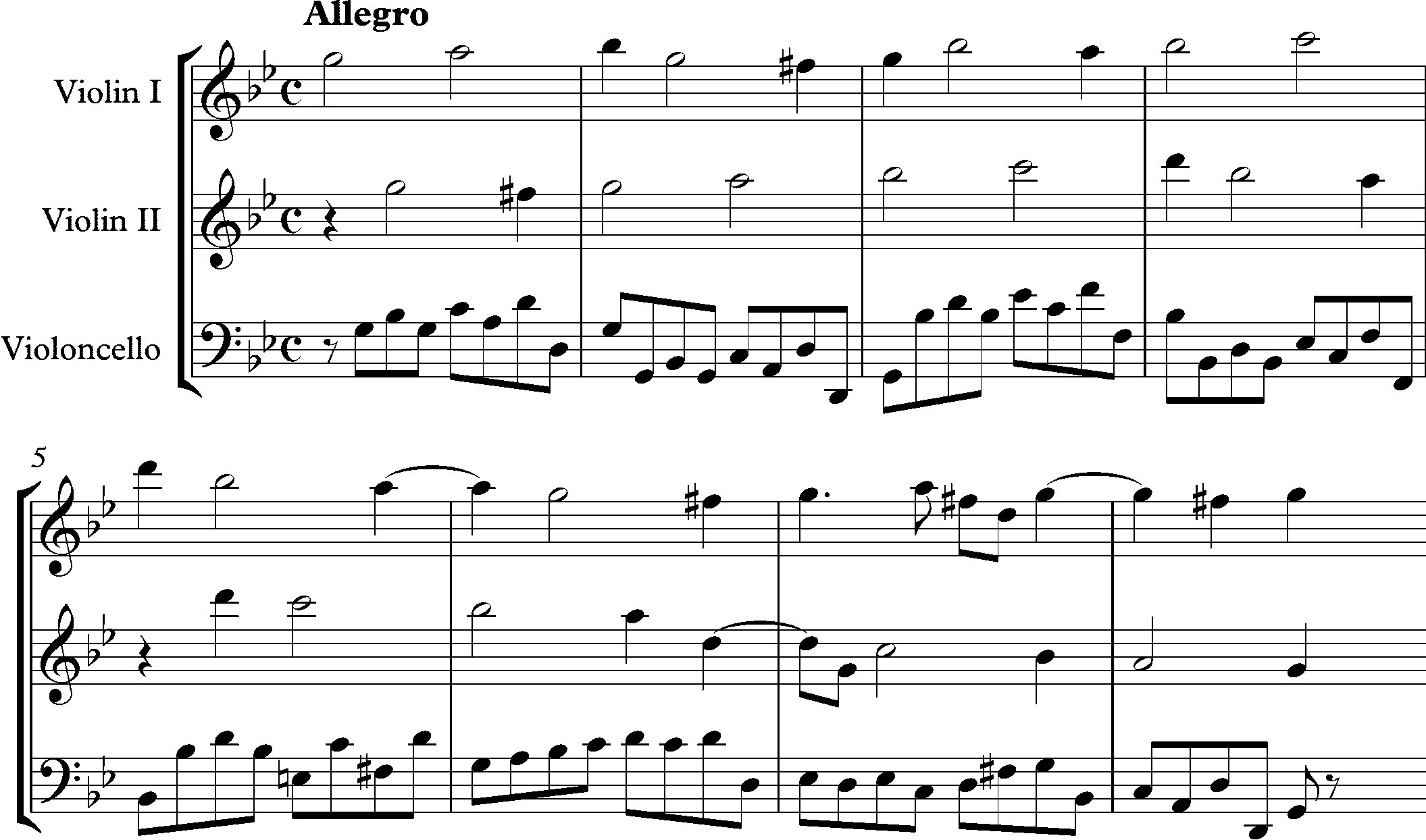
Segon moviment del concert de Nadal de Corelli. [https://www.youtube.com/watch?v=RydMnTCwJvQ&t=1m47s Escolta

### Appoggiatura
Una appoggiatura és un tipus de nota estranya accentuada i atacada per salt des d'una nota real, i amb una resolució descendent cap a una nota de l'acord.

Appoggiatura.

### Portament
Un portament és el precursor del Renaixement tardà a l'anticipació, encara que en la terminologia actual fa referència a un glissando.

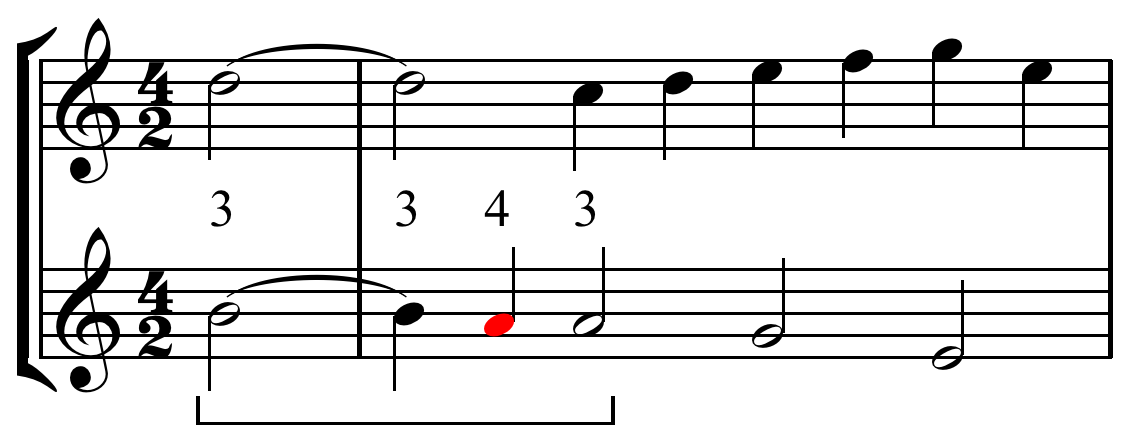
Portamento.

### Baix inharmònic
Les notes inharmòniques en el baix són aquelles que no pertanyen a l'acord que es constitueix a sobre.
Un exemple de baix inharmònic és l'acord Elektra.

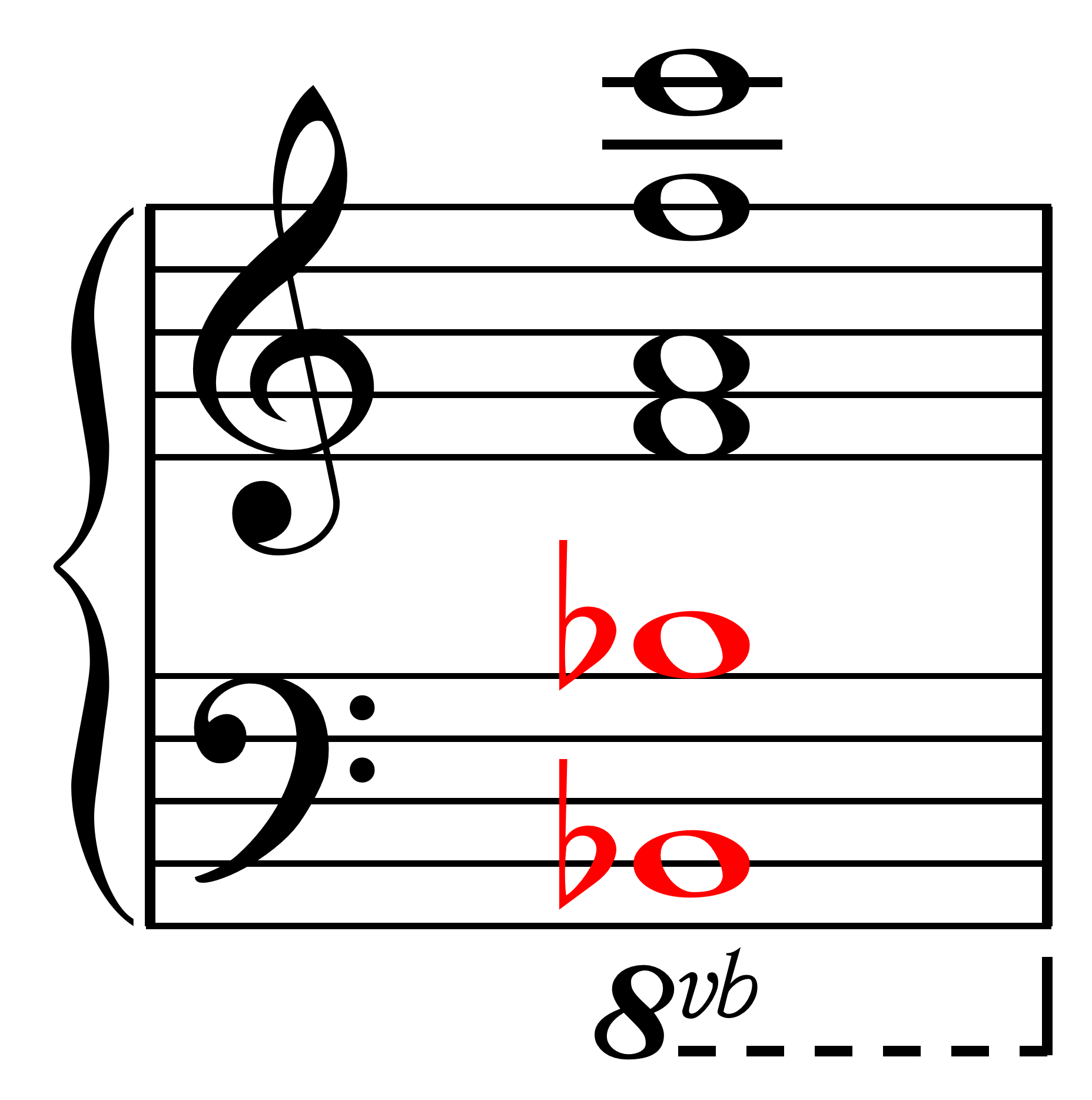
Baix inharmònic del tercer moviment de la Symphony of Psalms de Stravinsky.)

## Amb més de tres notes

### Doble brodadura
Una doble brodadura és una combinació de la brodadura inferior i superior (o viceversa), de manera que hi ha dues notes estranyes successives. Té les etapes següents: (1) de la nota de l'acord s'arriba per graus conjunts a una nota estranya; (2) mitjançant un salt de tercera per moviment contrari s'arriba a la segona nota estranya; (3) es resol per grau conjunt en moviment contrari fins a la nota real de l'acord següent.

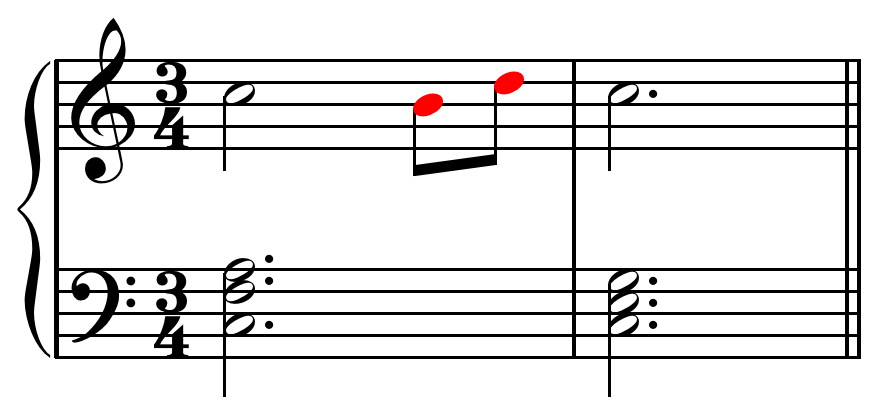
Doble brodadura.

### Pedal
Un altre tipus de nota estranya és el pedal, gairebé sempre de tònica o de dominant, que és mantingut durant una sèrie de canvis d'acord. El pedal es troba gairebé sempre en la veu més greu (el terme s'origina de la pràctica organística), però també es pot trobar en la veu superior; aleshores s'anomena pedal invertit. En altres ocasions es pot trobar en veus intermèdies, i en aquest cas s'anomena pedal intern.

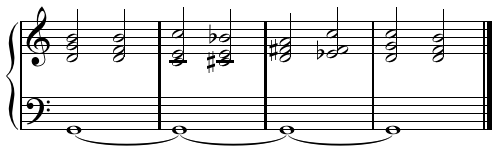
Pedal.

## Notes estranyes cromàtiques

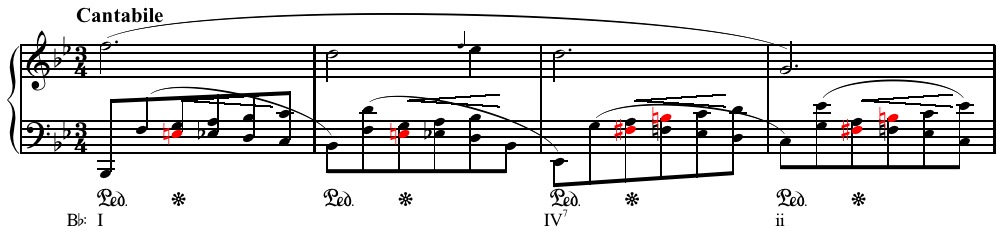
Notes estranyes cromàtiques (en vermell) en l'op. 28, no. 21, mm. 1-4 de Frédéric Chopin.